# Vorschulerziehungsprogramm
Als Vorschulerziehungsprogramm werden Rundfunksendungen bezeichnet, die für Kinder im Vorschulalter eine altersgerechte Unterhaltung darstellen und dabei gleichzeitig zu ihrer Bildung oder Erziehung beitragen. Die Zielsetzung solcher Produktionen kann sehr verschieden sein. Das Spektrum reicht von der Sprachförderung über eine erste politische Bildung bis hin zur Vermittlung von Werten wie beispielsweise Toleranz.

## Geschichte und Beschreibung
In Deutschland stand man in den 1960er-Jahren Fernsehsendungen für Kinder noch ablehnend gegenüber. Bis Ende der 60er-Jahre galt die Empfehlung, Kinder bis zum Alter von mindestens acht bis neun Jahren möglichst gar nicht fernsehen zu lassen. Die Ansicht stützte sich auf pädagogische Studien, die „eine nachhaltige Störung der familialen Privatheit und eine Beeinträchtigung, wenn nicht Retardierung der psychisch-kognitiven Entwicklung der Kinder“ befürchteten.
Daraufhin wurden im Juni 1960 die bereits gefassten Grundsätze als „Empfehlungen für ein Nachmittagsprogramm unter besonderer Berücksichtigung der Kinder- und Jugendsendungen“ bekräftigt und mehrfach in den 1960er Jahren verschärft. Bis zur Wende im Jahre 1969 und zum Start der für damalige Verhältnisse sehr mutigen Produktion der pädagogischen Kinderfernsehserie Spielschule des BR, die bei den ersten Ausstrahlungen immer noch bei Fachleuten wie auch bei der Bevölkerungsmehrheit sehr umstritten war, „soll[t]en Kinder bis zum Alter von acht Jahren möglichst nicht fernsehen, mindestens [sollten] für sie explizit keine Sendungen ausgestrahlt [werden], und dies ungeachtet der wachsenden Kenntnisse über die Sehgewohnheiten von Kindern.“ Dementsprechend herrschten bei den deutschen Fernsehanstalten große Vorbehalte gegenüber Fernsehproduktionen für Kinder unter sechs Jahren, bis die Bundesarbeitsgemeinschaft „Aktion Jugendschutz“ sich am 10. Februar 1969 dem Thema „Fernsehen für Kinder unter sechs Jahren“ widmete und „die Fernsehanstalten ermutigt, qualifizierte und kurze Sendungen auch für jüngere Kinder zu produzieren.“
Ausgerechnet der sonst eher konservative Bayerische Rundfunk begann bereits 1967 unter der Leitung von Harald Hohenacker mit der Konzeption und Produktion einer Vorschulkinder-Sendereihe: Spielschule (1. Pilotfolge: Oktober 1967), die ab 27. September 1969 regelmäßig auf Sendung ging und als „erste[s] Beispiel bundesdeutschen Kinderfernsehens mit primär pädagogischen Intentionen zu bezeichnen ist.“ Erst nach der Empfehlung der Bundesarbeitsgemeinschaft „Aktion Jugendschutz“ und dem externen Anstoß durch den großen Erfolg der Sesamstrasse in den USA erfolgte in der Ständigen Programmkonferenz der ARD auf breiter Font ein Umdenken und die verschiedenen Sendeanstalten der ARD und das ZDF begannen, Konzepte für ein pädagogisches Kinder-Fernsehprogramm für Kinder unter acht Jahren zu entwickeln.
Bekannte Beispiele für deutsche Vorschulerziehungsprogramme sind die auf verschiedenen öffentlich-rechtlichen Fernsehsendern regelmäßig ausgestrahlten pädagogischen Kinder-Fernsehserien für Kinder ab dem Vorschulalter: Spielschule (ab 1969), Die Sendung mit der Maus (seit 1971), Das feuerrote Spielmobil (1972–1981), Rappelkiste (1973–1984), Sesamstraße (seit 1973), Kli-Kla-Klawitter (1974–1976) und Löwenzahn (seit 1981).
Auch wenn der Begriff Vorschulerziehungsprogramm dazu verleitet, dürfen Vorschulkinder nicht mit dem Fernsehgerät allein gelassen werden, da sie noch nicht über eine ausreichende Medienkompetenz verfügen. Aus diesem Grund ist das eingeschaltete Fernsehgerät auch kein geeigneter Babysitterersatz, auch wenn sich Kinder durch Fernsehsendungen eine Zeit lang ablenken und ruhigstellen lassen.